# 인지 컴퓨터
인지 컴퓨터(Cognitive computer)는 인공지능과 기계 학습 알고리즘을 인간 두뇌의 행동을 밀접하게 재현하는 집적 회로에 내장한 컴퓨터이다. 일반적으로 뉴로모픽 엔지니어링적 접근 방식을 채택한다. 동의어에는 뉴로모픽 칩과 인지 칩이 포함된다.
2023년 IBM의 개념 증명 노스폴(NorthPole) 칩은 이미지 인식 분야에서 최첨단 성능을 달성했다.
2013년 IBM은 신경망과 딥러닝 기술을 사용해 구현된 인지 컴퓨터인 왓슨 (컴퓨터)을 개발했다. 다음 해에는 기존 컴퓨터에 사용되는 폰 노이만 아키텍처보다 구조가 인간 두뇌에 더 가깝도록 설계된 2014 트루노스(TrueNorth) 마이크로칩 아키텍처를 개발했다. 2017년 인텔은 2018년에 대학 및 연구실에서 사용할 수 있는 "Loihi"의 인지 칩 버전도 발표했다. 인텔(특히 Pohoiki Beach 및 Springs 시스템 포함), 퀄컴 등은 뉴로모픽 프로세서를 꾸준히 개선하고 있다.

## 같이 보기
- AI 가속기
- 인지 컴퓨팅
- 뉴로모픽 엔지니어링
- 텐서 처리 장치
- 튜링 테스트